# Marta Lloret Blackburn
Marta Lloret Blackburn   (la Garriga, 1982) és una tècnica de patrimoni cultural especialitzada en la documentació de patrimoni rural, especialment a l'àmbit català. Sota el pseudònim de La Caçadora de Masies, difon a les xarxes socials els valors de la conservació d'una forma de vida i cultura al voltant de les masies com a representació d'un llegat tradicional a protegir.
Des de 2021 és la directora de la Fundació Mas i Terra.

## Biografia
Amb la idea de dedicar-se a la crítica d'art, va estudiar Humanitats a la Universitat Pompeu Fabra. Va aconseguir una beca per a realitzar un inventari de masies a la Garrotxa i, el que havia de ser una activitat complementària als seus estudis, li va fer reorientar els seus objectius i l'activitat laboral. D'aquest treball, fet en col·laboració amb altres professionals, el 2006 se'n va fer una exposició al Palau Robert sota el nom "Mas, masia, masada. Un diàleg entre l'home i la terra".
Va formar-se en Gestió del Patrimoni Cultural, amb un treball final de màster sobre les masies de Barcelona. Part del contingut d'aquest treball forma part del llibre del mateix nom publicat per l'Ajuntament de Barcelona.
Des de l'any 2010 ha realitzat inventaris i estudis de patrimoni municipal treballant per l'empresa especialitzada en treballs d'arqueologia Antequem S.L. Ha col·laborat en altres publicacions relacionats amb història del patrimoni.
El seu interès personal per les masies la història que expliquen va més enllà de la seva activitat professional, esdevenint una gran coneixedora no tan sols dels edificis, sinó de les famílies que els habiten i les seves històries personals. Aquesta passió la va començar a compartir a les xarxes socials convertint-se, de facto, en una divulgadora que vol "posar l’interès pel patrimoni a l’abast de tothom”.
L'any 2023 publica el seu primer llibre, La Caçadora de Masies, en què fa un recull de quinze masies, d'entre els centenars de casos que ha documentat. Com a ferma defensora d'una forma de vida que evita el despoblament territorial, el llibre mostra una selecció de masies que ofereixen diferents mirades de formes de vida, del llegat dels seus murs, de la seva pervivència o destrucció segons la trajectòria seguida pels seus ocupants.

## Projecte Masiaire
Des de la Fundació Mas i Terra, Marta Lloret dirigeix el projecte Masiaire que té per objecte aconseguir que els propietaris de masies desocupades ofereixin contractes de masoveria a persones disposades a arreglar-les, a recuperar el patrimoni i mantenir-lo fent servir la masia com el seu habitatge.